# Christopher Garia
Christopher Garia –conocido como Chris Garia– (Willemstad, Antillas Neerlandesas, 16 de diciembre de 1992) es un deportista neerlandés que compite en atletismo. Ganó una medalla de bronce en el Campeonato Europeo de Atletismo de 2018, en la prueba de 4 × 100 m.

## Palmarés internacional
| Campeonato Europeo | Campeonato Europeo | Campeonato Europeo | Campeonato Europeo |
| Año                | Lugar              | Medalla            | Prueba             |
| ------------------ | ------------------ | ------------------ | ------------------ |
| 2018               | Berlín (Alemania)  | Medalla de bronce  | 4 × 100 m          |